# Obiekt wojskowy
Obiekt wojskowy – obiekt budowlany i terenowy oraz urządzenia i instalacje, a także uzbrojenie i technika wojskowa.
Obiekty takie służą celom wojskowym, obronności oraz gotowości bojowej sił zbrojnych. Obiekt taki stanowi własność Skarbu państwa, ale są pod zarządem i w użytkowaniu lub terenowym wykorzystaniu przez Siły Zbrojne Rzeczypospolitej Polskiej, którymi mogą być (np.  jednostki wojskowe, instytucje, zakłady naukowe, produkcyjne) oczywiście na mocy odpowiednich porozumień z właściwymi organami administracji państwowej. Obiekty takie dzielą się na:
1. zamknięte – takie jak pojedyncze budynki oraz budowle, albo ich zespoły, które są położone na terenie strzeżonym lub też sam teren strzeżony służący celom ściśle wojskowym (np. lotniska, porty wojenne, baterie stałe i wyrzutnie rakietowe wraz z bazami obsługi i zaopatrzenia) lub specjalnym (np. szkolenie wojska, zakwaterowanie, łączność, transport, lecznictwo itp.)[2],
2. wydzielone – takie jak  budynki, budowle, albo tereny, które pozostają w zarządzie i użytkowaniu przedsiębiorstw i gospodarstw pomocniczych podległych Ministerstwu Obrony Narorowej[2].

Obiekty wojskowe podlegają szczegółowej klasyfikacji, która jest uzależniona od ich cech, funkcji, rodzaju konstrukcji, przeznaczenia, lokalizacji i rodzaju sił zbrojnych.